# Halina Cieplińska-Bitner
Halina Cieplińska-Bitner, publikuje pod nazwiskiem Cieplińska (ur. w Łodzi) – polska tłumaczka, recenzentka i krytyk literatury brytyjskiej i amerykańskiej, wydawca, redaktorka, tłumaczka dialogów i komentarzy filmowych, poetka. Tłumaczka, propagatorka i popularyzatorka twórczości amerykańskiego myśliciela Henry’ego Davida Thoreau.
Sekretarz generalna Polskiego PEN Clubu 2017–2020,  członkini jego Zarządu od 2016.

## Życiorys
Córka Eugeniusza Cieplińskiego, żołnierza AK. Ukończyła studia anglistyczne na Wydziale Filologicznym Uniwersytetu Łódzkiego. Podyplomowe kursy w Lennox School w Cambridge i Regent School w Londynie. Od 1973 zajmuje się tłumaczeniem literatury amerykańskiej i brytyjskiej.
W latach 1970. – jako członkini Klubu Wysokogórskiego – była korespondentką, z ramienia "Taternika", brytyjskiego czasopisma wysokogórskiego "Mountain", propagując ówczesne światowe osiągnięcia polskich alpinistów i himalaistów w górach wysokich świata.
Od 1979 do 1991 była redaktorką merytoryczną w Redakcji Angielskiej Państwowego Instytutu Wydawniczego, którą następnie prowadziła jako kierownik w latach 1987–1991. Następnie prowadziła prywatne wydawnictwa, w tym własne Folium.
Od 1995 do 2013 jako redaktor naczelna Działu Opracowań wersji polskiej filmów – dokumentalnych (w tym "National Geographic" i Davida Attenborough) i fabularnych – odpowiadała za jej jakość merytoryczną i artystyczną w telewizji Canal+.
Współpracowała – jako tłumaczka i recenzentka – m.in. z "Twórczością", "Literaturą na Świecie", Polskim Radiem, TVP; z wydawnictwami: Wydawnictwo Literackie, REBIS, Muza, PIW, Świat Książki, Książnica, GiG, Czytelnik.
Jako tłumaczka, krytyk i wydawca anglosaskiej literatury pięknej otrzymała m.in. stypendia:
- Salzburg Seminar in American Studies, pod auspicjami Harvard University; American Literature Sessions, Austria, 1977 i 1985;
- Institute of International Education, Waszyngton, wizyty w kilku uniwersytetach i stowarzysz. literackich oraz rezydencja na Harvard University, 1986;
- European Association for American Studies, konferencja, Budapest, 1986;
- European Association For American Studies, konferencja, Berlin Zach., 1988;
- The Contemporary British Writer, Downing College, Cambridge, Wlk. Brytania, 1990;
- Maxwell's Grant dla wydawcy, Londyn, 1990-1991;
- The British Centre for Literary Translation, University of East Anglia, Norwich, 1992;
- Alfred Jurzykowski Foundation, udział w International Writing Program, University of Iowa, 1999[1]

Od kilku lat jest autorką dwóch comiesięcznych programów literackich: Klubu Literatury Pięknej oraz Wieczorów z Poezją i Muzyką (tego razem z Januszem Bogackim), które prowadzi w PROMie Kultury w Warszawie, przedstawiając głównie prozę i poezję anglosaską.

## Przekłady (m.in.)
Przełożyła ponad 25 książek, między innymi:
- ESEJE H. D. Thoreau  (pierwsze przekłady na rynku polskim)
- H.D. Thoreau ŻYCIE BEZ ZASAD ('Twórczość" 8, 1973; REBIS 2011 ),
- H.D. Thoreau OBYWATELSKIE NIEPOSŁUSZEŃSTWO ("Twórczość" 4,1981; Czytelnik 1983, REBIS 2006)
- H.D. Thoreau ŻYCIE BEZ ZASAD I INNE ESEJE (Czytelnik, Symposion, 1983), w tym Walden [połowa esejow] i Obywatelskie nieposłuszeństwo
- H.D. Thoreau WALDEN (+opracowanie) – (PIW 1991; REBIS 1999; Bibliot. Gazety Wyborczej 2005; REBIS 2006,2010+dodruki[3],2018,2022
- POWIEŚCI (m.in.) Philipa Rotha, Johna Hawkesa, Johna Braine'a, Dominica Dunne'a[3], Ann Tyler[4], Dona DeLillo[3];
- OPOWIADANIA  Johna Hawkesa, Flannery O'Connor, J.P. Donleavy'ego ('Literatura na Świecie");
- SZKICE  E. Garnetta, V.S. Pritchetta, J. Pietrkiewicza w tomie Conrad w oczach krytyki światowej (PIW 1974); również: E.R. Leacha, N. Fry'a, H. Reada, B. Berksona, Toni Morrison  ('Literatura na Świecie");
- SZTUKA Toma Stopparda Pani Hapgood (Teatr TV)
- POEZJE - wybrane wiersze poetów angielskich[3]
- .ARS PICTURE, ARS POETICAE  R.Olbiński, I.Lukins [70 poems] – (Wydawnictwo BoSz, 2018)
- CZARNE DIAMENTY. TONI MORRISON I 9 INNYCH POETEK AFROAMERYKAŃSKICH (pierwsza na rynku polskim antologia poetek ruchu Black Arts+przekład+opracowanie) – (POGRANICZE, 2023)

## Redakcje (m.in).
- Joseph Conrad Dzieła wybrane, PIW 1987;
- Stanisław Barańczak Antologia angielskich poetów metafizycznych, PIW 1982;
- W.M. Thackeray Pendennis, PIW 1987;
- Frank O'Hara Wiersze, PIW;
- Susan Sontag Zestaw do śmierci, PIW;
- Vladimir Nabokov Pnin, PIW;
- Robert Graves Ja, Klaudiusz oraz Klaudiusz i Messalina, PIW;
- tomiki poezji: R. BLy'a, M. Moore, R. Wilbura, R. Browninga, E.F. Cummingsa, PIW.
- ponad 10 tys. tekstów komentarzy do filmów dokumentalnych i list dialogowych do filmów fabularnych, Canal+.

## Członkostwo
- Polski PEN Club (od 2000[1]),
- Stowarzyszenie Pisarzy Polskich (od 1989[1]),
- Stowarzyszenie Autorów ZAiKS (od 1974[1]),
- Międzynarodowe Towarzystwo Literatury i Teatru (W. Brytania, od 1985[1]),
- Towarzystwo H.D. Thoreau w Concord, Massachusetts [The Thoreau Society] – (USA, od 1981[1]).

## Nagrody
Stowarzyszenie Tłumaczy Polskich dwukrotnie nagrodziło ją 1.nagrodą za najlepszy przekład roku:
- za Walden H.D. Thoreau w 1992 r.
- za Drabinę czasu Anne Tyler w 1998 r.

W 1992 r. otrzymała Nagrodę Warszawskiej Premiery Literackiej za wydanie Przydługiej teraźniejszości Juliusza Żuławskiego (razem z YOHO)